# 東林党

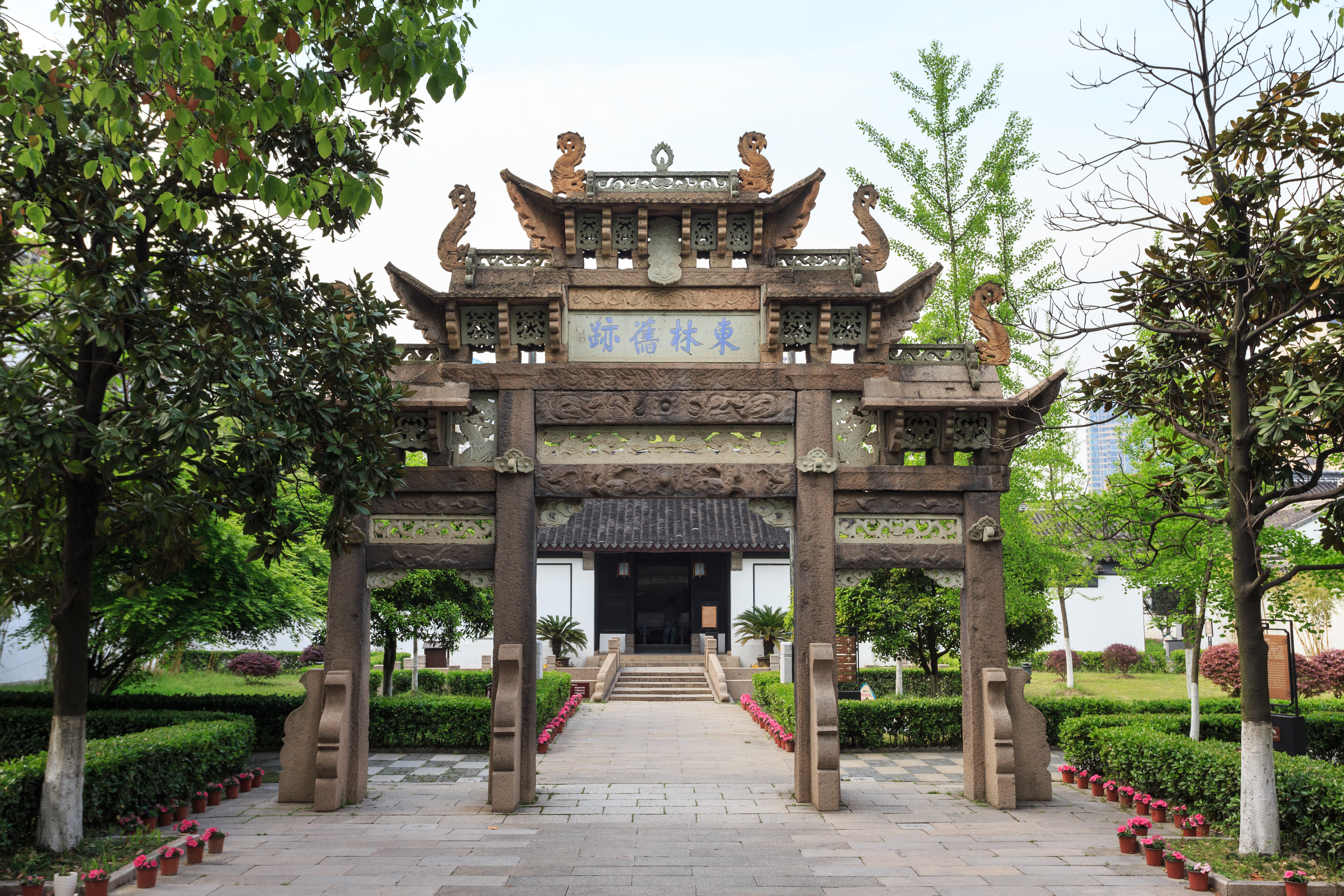
無錫・東林書院

東林党（とうりんとう）は、中国明朝末期の江南の士大夫を中心とした政治集団・学派。学術的側面からは東林学派（とうりんがくは）という。
明の万暦22年（1594年）、無錫県出身の顧憲成は、悪政を続ける万暦帝とそれに追従する内閣に反対したため政界を追放された。下野を余儀なくされた彼は故郷の無錫に帰り、弟の顧允成と北宋の楊時が講学した東林書院を再建し、講学を始めた。ここに国事に志す在野の知識人が結集し、もっぱら時事問題を論じた。その代表的人物には高攀龍や銭一本などがいる。
時に内閣に欠員が出て鉱税反対論者の李三才を採用するかが論議された。このとき、顧憲成ら下野した官僚たちもこの論争に加わり、顧憲成は時の宰輔葉向高に手紙を送り、李三才を支持するよう要請した。これにより葉向高・李三才が「東林党人」と非難されたことで「東林党」の名称が生まれた。
東林党は組織的な政治活動を展開し、時の政局に大きな影響力を与え、一時は政権を握るにいたった。しかし、天啓年間（1621年 - 1627年）、反東林派のもと、宦官の魏忠賢が権力を握ると、東林書院は閉鎖され、楊漣・左光斗・高攀龍・黄尊素・周順昌・周起元といった人物たちがつぎつぎ投獄・殺害された。さらに『東林点将録』という文献を作って東林党の人士を一網打尽にしようとした。天啓7年（1627年）、崇禎帝が即位すると魏忠賢は失脚して自害したことにより、東林党の人士への迫害は終わった。
思想的には、彼らは陽明学に対して批判的な立場であり、心即理説や無善無悪説を批判した。彼らの学問の目的は社会の現実的な要求に応えることであり、道徳的修養と政治的な社会活動とを区別し、社会的欲望を調和することに「理」を見いだそうとした。このため水利や農業の技術開発・合理的な農業経営に取り組み、キリスト教宣教師と交流してヨーロッパの自然科学的知識の摂取にも努めている。また「公」によって君主批判を行い、地方分権論を主張するなど明末清初の経世致用の学につながる思想を遺した。